# Сестра (приток Дубны)
Сестра́ — река в Московской и Тверской областях России, левый приток Дубны, крупнейший по площади бассейна и длине.
Протекает по территории городских округов Солнечногорск и Клин, Дмитровского и Талдомского городских округов, а также Конаковского района. Берёт начало на Клинско-Дмитровской гряде. На реке находится водохранилище Сенежское. Сестра протекает через город Клин.

## История

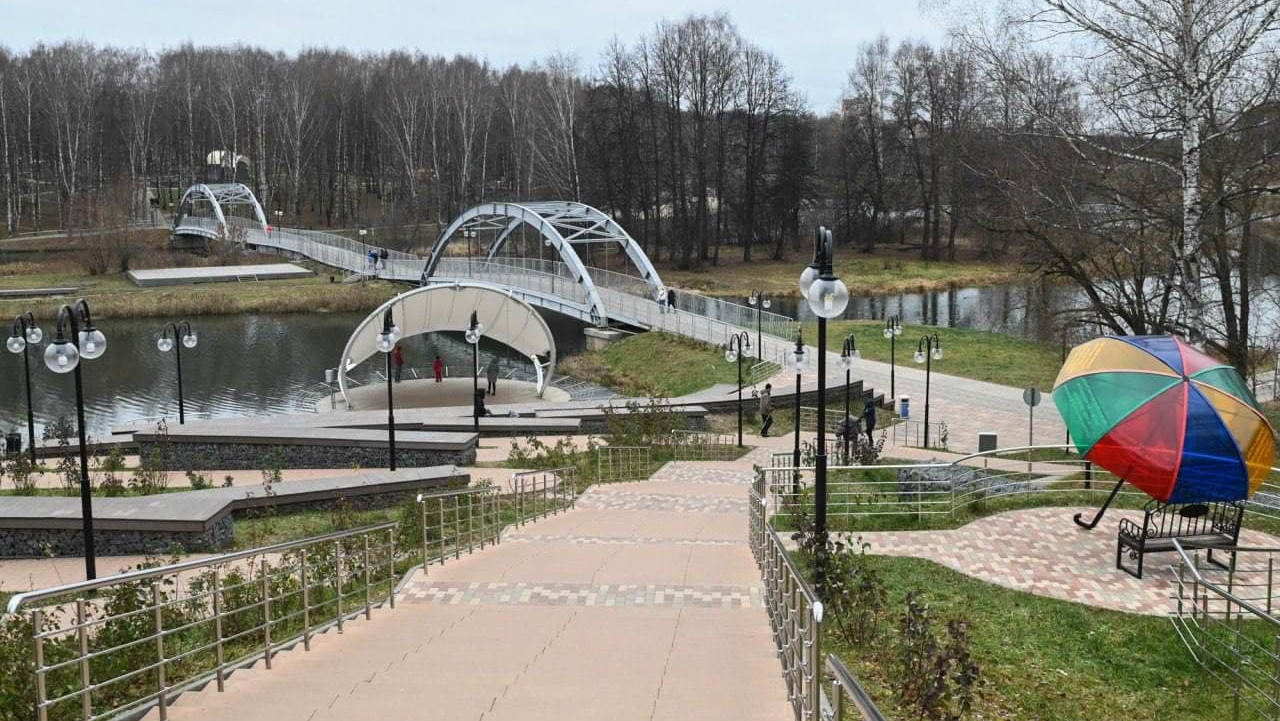
Парк «Сестрорецкий» на берегах реки Сестра

В жалованной грамоте великого князя Ивана Васильевича 1497 года, писцовых книгах XVI века и Книге Большому чертежу 1627 года река указывается как Сестрь, в более поздних источниках фигурирует как Сестра. Наиболее вероятно балтийское происхождение названия, в основе которого лежит древний индо-европейский корень -стр — «течь», распространённый в балтийской и славянской гидрографической терминологии.

### Водный путь
Река использовалась для судоходства с древних времён, о чем свидетельствует название деревни Усть-Пристань, расположенной в устье Яхромы. Из верховья, в районе современного Солнечногорска было два волока — в Истру и Клязьму.
В начале XIX века Сестра использовалась как часть водного пути из Петербурга в Москву. Для этого был построен Екатерининский канал, соединявший верховье Сестры с Истрой. После постройки Николаевской железной дороги канал оказался заброшен, а после постройки канала имени Москвы судоходство по Сестре стало невозможным.

### Дюкер на пересечении с каналом имени Москвы

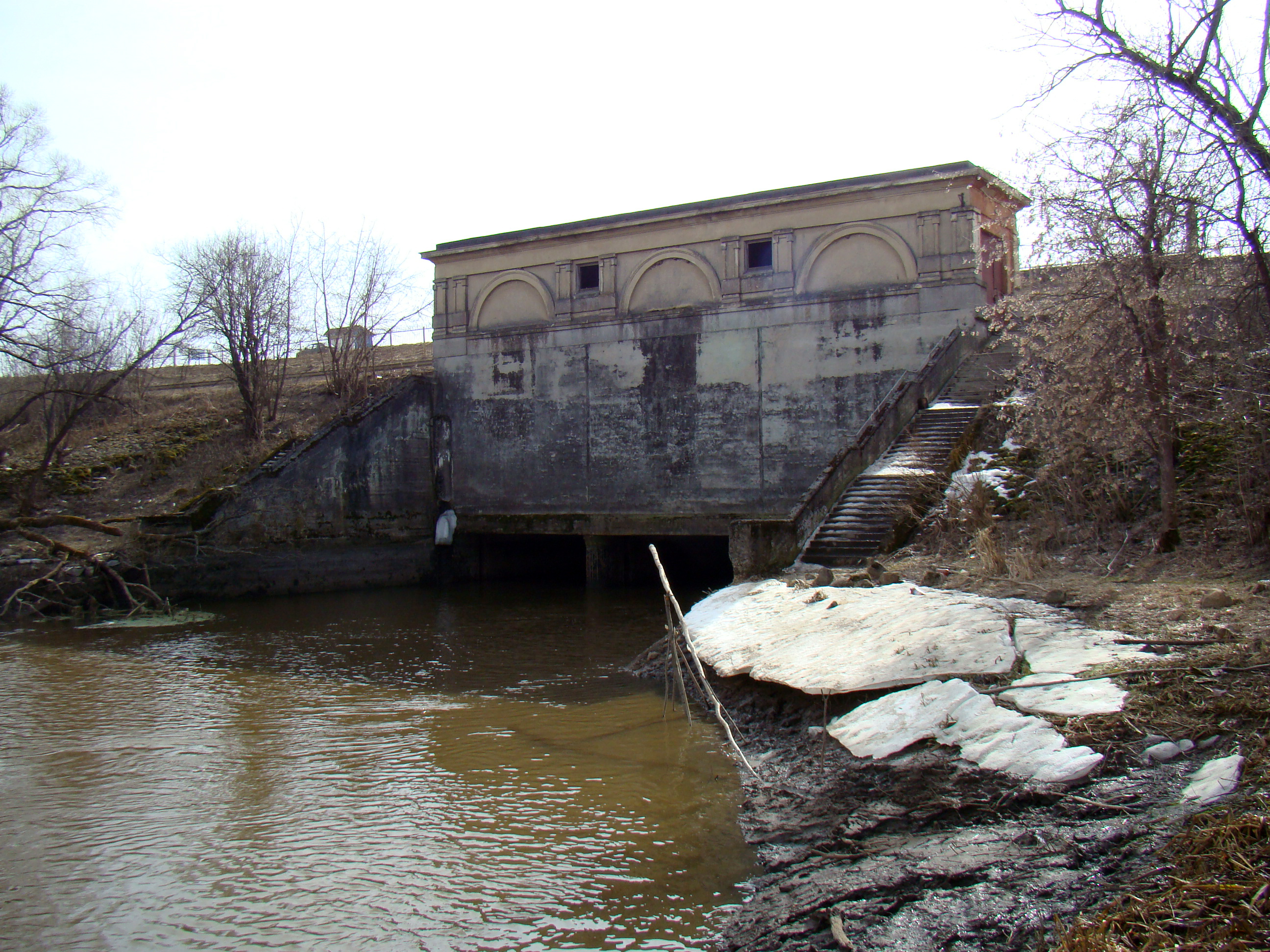
Сестра в дюкере под каналом им. Москвы

В нижнем течении реки, недалеко от платформы Карманово Савёловской железной дороги и впадении в Дубну, река протекает под каналом им. Москвы в специально устроенном для этого дюкере. Во время битвы за Москву в ноябре 1941 года дюкер со стороны Дубны был закрыт шандорой, а вода из канала (и Иваньковского водохранилища) была сброшена по руслу Сестры в западном направлении навстречу наступающим немецким войскам.

## Физико-географическая характеристика
Длина — 138 км, площадь бассейна — 2680 км². Ширина русла реки в верховьях достигает 10—15 м, глубина — до одного метра, в низовьях ширина — 20—30 м, глубина 2—3 м. Питание преимущественно снеговое. Среднегодовой расход воды в 38 км от устья — 9,9 м³/с. Сестра замерзает в ноябре — начале декабря, вскрывается в конце марта — апреле. Главный приток — Яхрома.

## Притоки
(расстояние от устья)
- 20 км: река Крутец (л)
- 42 км: река Яхрома (п)
- 45 км: река Сундыш (л)
- 47 км: река Берёзовка (л)
- 73 км: река Лутосня (п)
- 73,4 км: река Лютенка (п)
- 94 км: река Ямуга (л)
- 110 км: река Жорновка (л)